# Nordwest-Universität (Südafrika)

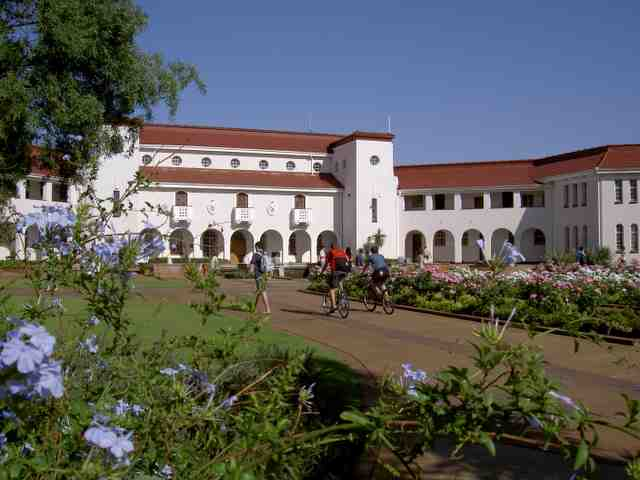
Hauptgebäude der Universität

Die Nordwest-Universität (afrikaans: Noordwes-Universiteit; englisch: North-West University; Setswana: Yunibesiti ya Bokone-Bophirima), kurz NWU, ist eine staatliche Universität in der Republik Südafrika mit Standorten in der Provinzhauptstadt Mahikeng (Stadtteil Mmabatho), Potchefstroom und Vanderbijlpark.
Die Nordwest-Universität entstand am 1. Januar 2004 aus einer Zusammenlegung der ehemaligen  Potchefstroom University for Christian Higher Education und der University of the North-West sowie unter Eingliederung des Sebokeng-Campus der aufgelösten Vista University.
Sie wurde nach der Provinz Nordwest benannt.

## Organisation
Die Universität wird vom Vizekanzler geleitet. Zur Universitätsleitung (Stand Januar 2023) gehören im Weiteren fünf Stellvertretende Vizekanzler (drei für die Campusse), der Registrar und vier Direktoren (Executive Directors). Diese Universitätsleitung wird von einem University Management Committee (UMC) unterstützt.
Der Kanzler ist als höchster Repräsentant einer Universität in Südafruika und für die Verleihung von akademischen Graden zuständig. Die aktuelle (2023, Amtseinführung war am 20. November 2019) Kanzlerin ist Anna Mokgokong. Die Leitung ist dem Universitätsrat (Council) verantwortlich, der zusammen mit dem Senat die Leitlinien festlegt sowie die Finanzplanung und akademische Angelegenheiten verantwortet.
Die NWU befindet sich auf drei Campusbereichen, der größte davon ist Potchefstroom, der auch Hauptcampus der Universität ist. Der akademische Sektor gliedert sich in folgende Bereiche die sich in weitere Fachbereiche untergliedern:
- Economic and Management Sciences (Betriebswirtschaft und Management, Fakultät):
  - Accounting Sciences, Business & Governance (Business School), Economic Sciences, Industrial Psychology and Human Resource Management, Management Sciences, Tourism
- Education (Pädagogik, Fakultät):
  - Language Education, Psycho-Social Education, Professional Studies in Education, Mathematics, Science and Technology Education, Commerce and Social Studies in Education
- Engineering (Ingenieurwissenschaften, Fakultät):
  - Chemical and Minerals Engineering, Electrical, Electronic and Computer Engineering, Mechanical and Nuclear Engineering, Industrial Engineering
- Health Sciences (Gesundheitswissenschaften, Fakultät):
  - Human Movement Sciences, Kinderkinetics, Psychosocial Health, Pharmacy, Physiology, Consumer Sciences, Nutrition, Occupational Hygiene, Nursing
- Humanities (Geisteswissenschaften, Fakultät):
  - Communication Studies, Government Studies, Languages, Music, Philosophy, Social Sciences
- Law (Rechtswissenschaften, Fakultät)
- Natural and Agricultural Sciences (Natur- und Agrarwissenschaften, Fakultät):
  - Physical and Chemical Sciences, Biological Sciences, Geo- and Spatial Sciences, Agricultural Sciences, Mathematical and Statistical Sciences, Computer Sciences and Information Systems, Business Mathematics and Informatics
- Theology (Theologie, Fakultät):
  - Christian Ministry and Leadership, Ancient Language and Text Studies
- Centre for Teaching and Learning (Zentrum für Lehren und Lernen)
- Career Centre (Karriere-Zentrum)
- Distance Learning (Fernstudium)[11]
- Language Directorate (Direktion Sprachen)
- Student Academic Lifecycle Administration (Verwaltung für studentische Anliegen)